# Мышкис, Анатолий Дмитриевич
Анато́лий Дми́триевич Мы́шкис (13 апреля 1920, Спасск, ныне Рязанская область — 9 июля 2009, Москва) — советский, а затем российский учёный-математик и педагог высшей школы, профессор.
Ученик И. Г. Петровского; окончил механико-математический факультет МГУ (1941) и Военно-Воздушную Инженерную Академию (1944). Доктор физико-математических наук (1951), профессор (1952). Был членом Президиума научно-методического совета по математике при МВ ССО СССР, председателем секции ВТУЗов Московского математического общества. Почётный член президиума Харьковского математического общества, почётный профессор Московского института инженеров транспорта.
А. Д. Мышкисом был внесён большой вклад в теорию обыкновенных дифференциальных уравнений и уравнений с частными производными, в том числе в связи с прикладными задачами — в частности, в исследовании поведения жидкости в невесомости и в задаче Жуковского о трогающемся поезде.

## Биография
Родился в семье Дмитрия Семёновича Ермакова и Хаи Самуиловны Мышкис (1892, Оргеев — 1965, Москва), которые жили в гражданском браке. Старший брат матери — экономист Вениамин Самуилович Мышкис. До осени 1932 года жил в Харькове, затем, в связи с переводом отца семья переехала в Москву. В 1937 году окончил 25 образцовую (она же впоследствии — 175) школу, с 1935 года участвует в математическом кружке на мехмате МГУ, руководимом И. М. Гельфандом; среди его преподавателей был Давид Шклярский.
С 1937 по 1941 год учится на мехмате МГУ, в 1941 году (в эвакуации) его оканчивает и поступает в Военно-Воздушную Инженерную Академию, которую оканчивает в 1944 году, становясь её преподавателем. В 1947 году переводится в Ригу. Позднее работал в Харьковском авиационном институте, в 1954—1956 годах в Белорусском государственном университете, а последние десятилетия жизни был профессором кафедры Прикладная Математика-1 (ПМ-1) Московского государственного университета путей сообщения (МИИТ).

## Семья
- Жена (в 1940—1960 годах) — Екатерина Дмитриевна Мышкис (урождённая Кутырина, 1924, Ленинград — 2014, Беэр-Шева)[4], кандидат исторических наук, автор мемуарной книги «Мои пять жизней» (2019), соавтор учебных пособий «Музыка в гостях» (Ростов-на-Дону: Издательство Ростовского университета, 1972) и «Выдающиеся музыканты нашего времени» (там же, 1972), филолог-германист, доцент кафедры иностранных языков Харьковского института искусств.
  - Сын — Пётр Анатольевич Мышкис (род. 1944), математик, педагог, кандидат физико-математических наук (1977), с 1991 года в Израиле.
    - Внучка — Анастасия Влахова, учёный в области механики, профессор, дфмн[5].

## Научный вклад
А. Д. Мышкисом было введено понятие обобщённого решения для обыкновенного дифференциального уравнения с многозначной разрывной правой частью, построен пример с неединственным решением задачи Коши, заданной на нехарактеристике (этот цикл работ был удостоен премии ММО). Им же была создана теория уравнений с запаздывающим аргументом, положено начало теории импульсных дифференциальных уравнений.
В 1963 году вместе с учениками занимается исследованием поведения жидкости в невесомости; в 1976 году выходит соответствующая монография «Гидромеханика невесомости».
А. Д. Мышкисом внесён большой вклад в исследование функционально-дифференциальных уравнений.
Автор или соавтор 17 книг, научный руководитель 36 кандидатских и 7 докторских диссертаций.

## Труды
- Мышкис А. Д. Линейные дифференциальные уравнения с запаздывающим аргументом. — М., Л., 1951. — 256 с.
- Мышкис А. Д. Линейные дифференциальные уравнения с запаздывающим аргументом. — 2-е изд. — М.: Наука, 1972. — 352 с.
- Бабский В. Г., Мышкис А. Д. и др. Гидромеханика невесомости / под ред. А. Д. Мышкиса. — М.: Наука, 1976. — 504 с.
- Борисович Ю. Г., Гельман Б. Д., Мышкис А. Д., Обуховский В. В. Введение в теорию многозначных отображений. — Воронеж: Издательство ВГУ, 1986.
- Борисович Ю. Г., Гельман Б. Д., Мышкис А. Д., Обуховский В. В. Введение в теорию многозначных отображений и дифференциальных включений. — 2-е изд. — М.: ЛИБРОКОМ, 2016.
- Блехман И. И., Мышкис А. Д., Пановко Я. Г. Механика и прикладная математика. Логика и особенности приложений математики. — 2-е изд. — М.: Наука, 1990. — 360 с.
- Myshkis A. D., Babskii V. G., et al. Low-Gravity Fluid Mechanics. Mathematical Theory of Capillary Phenomena. — Springer-Verlag, 1987. — 583 с.
- Kolmanovskii V. B., Myshkis A. D. Introduction to the Theory and Applications of Functional Differential Equations. — Dordrecht: Kluwer Acad. Publ., 1999. — 648 с.
- Мышкис А. Д. Прикладная математика для инженеров. Специальные курсы. — 3-е изд., перер. и доп. — М.: Физматлит, 2006. — 688 с.
- Мышкис А. Д. Элементы теории математических моделей. — 3-е изд. — М.: КомКнига, 2007.
- Зельдович Я. Б., Мышкис А. Д. Элементы прикладной математики. — 3-е изд., перер. и доп. — М.: Наука, 1972. — 592 с.
- Зельдович Я. Б., Мышкис А. Д. Элементы математической физики. Среда из невзаимодействующих частиц. — М.: Наука, 1973. — 352 с.

## Память
В честь Анатолия Дмитриевича Мышкиса названа одна из лекционных аудиторий (№ 1319) Московского государственного университета путей сообщения.